# NGC 2494
NGC 2494 este o emission-line galaxy⁠(d) situată în constelația Licornul. A fost descoperită în 6 februarie 1864 de către Albert Marth.